# Šibovska
Šibovska (cyr. Шибовска) – wieś w Bośni i Hercegowinie, w Republice Serbskiej, w gminie Prnjavor. W 2013 roku liczyła 232 mieszkańców.